# خوسيه غوزمان سانتوس
خوسيه غوزمان سانتوس (بالإسبانية: José Guzmán Santos)‏ هو سياسي مكسيكي، ولد في 19 مارس 1947. حزبياً، نشط في الحزب الثوري المؤسساتي. وقد انتخب عضو مجلس النواب المكسيك.